# ساندرا برنهارد
ساندرا برنهارد (انگلیسی: Sandra Bernhard؛ زادهٔ ۶ ژوئن ۱۹۵۵) مدل، هنرپیشه، کمدین، خواننده و مؤلف اهل ایالات متحده آمریکا است.

## بخشی از فیلمشناسی
از فیلم‌ها یا برنامه‌های تلویزیونی که وی در آن نقش داشته‌است می‌توان به آثار زیر اشاره کرد.
- شوگون قاتل (۱۹۸۰)
- سلطان کمدی (۱۹۸۳)
- مسیر ۲۹ (۱۹۸۸)
- مدونا: راستی یا شهامت (۱۹۹۱)
- هادسن هاوک (۱۹۹۱)
- درون مانکی زترلند (۱۹۹۲)
- صد و یک شب (فیلم) (۱۹۹۵)
- فیلمی از آلن اسمیتی: بسوزان هالیوود بسوزان (۱۹۹۸)
- به اشتباه متهم شد (۱۹۹۸)
- زولندر (۲۰۰۱)
- آلفرد هیچکاک تقدیم می‌کند (۱۹۸۵)
- روزان (۱۹۹۱–۱۹۹۷, ۲۰۱۸)
- سوپرمن: مجموعه پویانمایی (۱۹۹۷)
- الی مک‌بل (۱۹۹۷)
- روزی که مردم زود بیدار شدم (۱۹۹۸)
- سوپرانوز (۲۰۰۰)
- واژه ال (۲۰۰۵)
- جذابان کلیولند (۲۰۱۱)
- فامیلی گای (۲۰۱۲)
- تو بدترینی (۲۰۱۴)
- بروکلین نه-نه (۲۰۱۴–۱۵)
- دو دختر ورشکسته (۲۰۱۵)
- ژست (مجموعه تلویزیونی) (۲۰۱۸–۲۱)